# Cheerleader Massacre
Cheerleader Massacre  è un film statunitense del 2003 diretto da Jim Wynorski. È un film horror del genere slasher, sequel della saga di Slumber Party Massacre, iniziata nel 1982.

## Trama
Sei ragazze cheerleader si recano nei boschi per passare un week-end con la loro istruttrice, Ms. Hendricks, e con l'autista dell'autobus, Buzzy. Una volta giunti sul posto, un pazzo serial killer, da poco scappato di prigione, comincerà ad ucciderli ad uno ad uno.

## Produzione
Il film fu prodotto da Tessa Trust e diretto da Jim Wynorski, girato ad Anchorage, in Alaska (per gli esterni sulla neve), a Boulder, in Colorado, nel Frazier Parke e a Lone Pine, in California a marzo 2002 con un budget stimato in 60.000 dollari. Il titolo di lavorazione fu Slumber Party Massacre IV; altro titolo fu The Cheerleader Massacre. Come i suoi predecessori, anche questo B movie si basa sulla nudità femminile, sul sesso e sul sangue.

## Distribuzione
Il film fu distribuito negli Stati Uniti nel 2003 dalla Califilm per l'home video.
Alcune delle uscite internazionali sono state:
- negli Stati Uniti il 25 marzo 2003 (Cheerleader Massacre)
- nel Regno Unito il 18 agosto 2003

## Promozione
Le tagline sono:
- "This is one game you don't want to miss." ("Questo è un gioco che non si vuole perdere.").
- "Just when you thought it was safe to go back to school!" ("Proprio quando pensavi che fosse sicuro tornare a scuola!").